# Salarias sibogai
Salarias sibogai är en fiskart som beskrevs av Hans Bath 1992. Salarias sibogai ingår i släktet Salarias och familjen Blenniidae. Inga underarter finns listade i Catalogue of Life.